# Кристиан Пандер
Кристиан Пандер (на немски: Christian Pander) е германски професионален футболист, ляв защитник. Той е играч на Шалке 04. Висок е 186 см.
Пандер се присъединява към втория отбор на Шалке през 2003 г. За Шакле II бранителят изиграва 31 мача и бележи 2 гола. Дебютира в Бундеслигата на 6 август 2004 г. срещу Вердер. Бележи първия си гол за „кралскосините“ на 18 септември 2004 г. срещу Борусия Мьонхенгладбах.
Дебютира за нациооналния отбор на Германия на 22 август 2007 г. срещу Англия в приятелска среща на „Уембли“. Бележи победния гол за успеха на Бундестима (2:1). Вицешампион в Бундеслигата през 2005 и 2007 г. Трети през 2008 г. Защитник със силен ляв крак, който обича да се включва в атаките на своя отбор. Известен като добър изпълнител на статични положения.